# Foule
Pour les articles homonymes, voir Foule (homonymie).

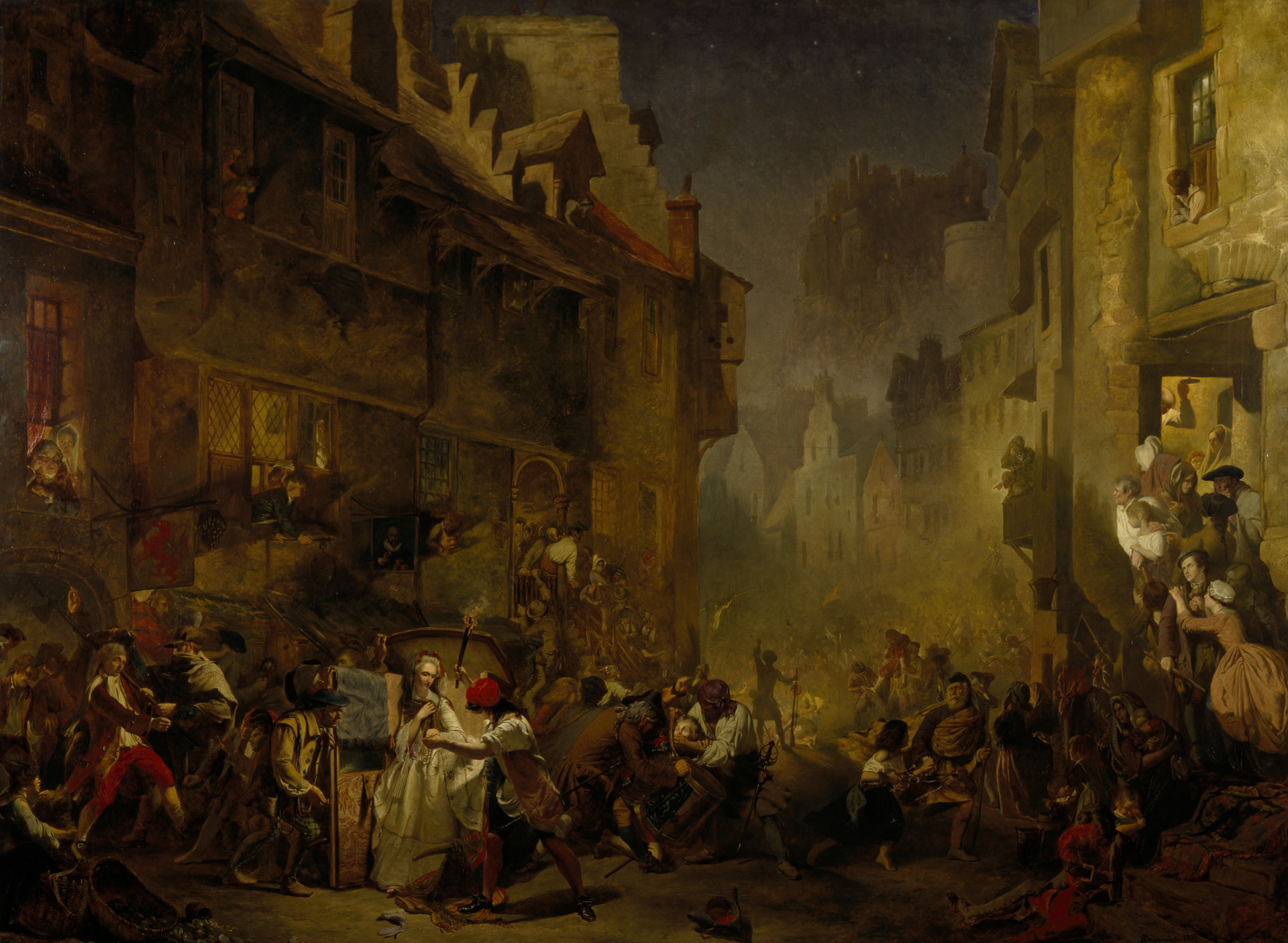
The Porteous Mob, James Drummond, 1855

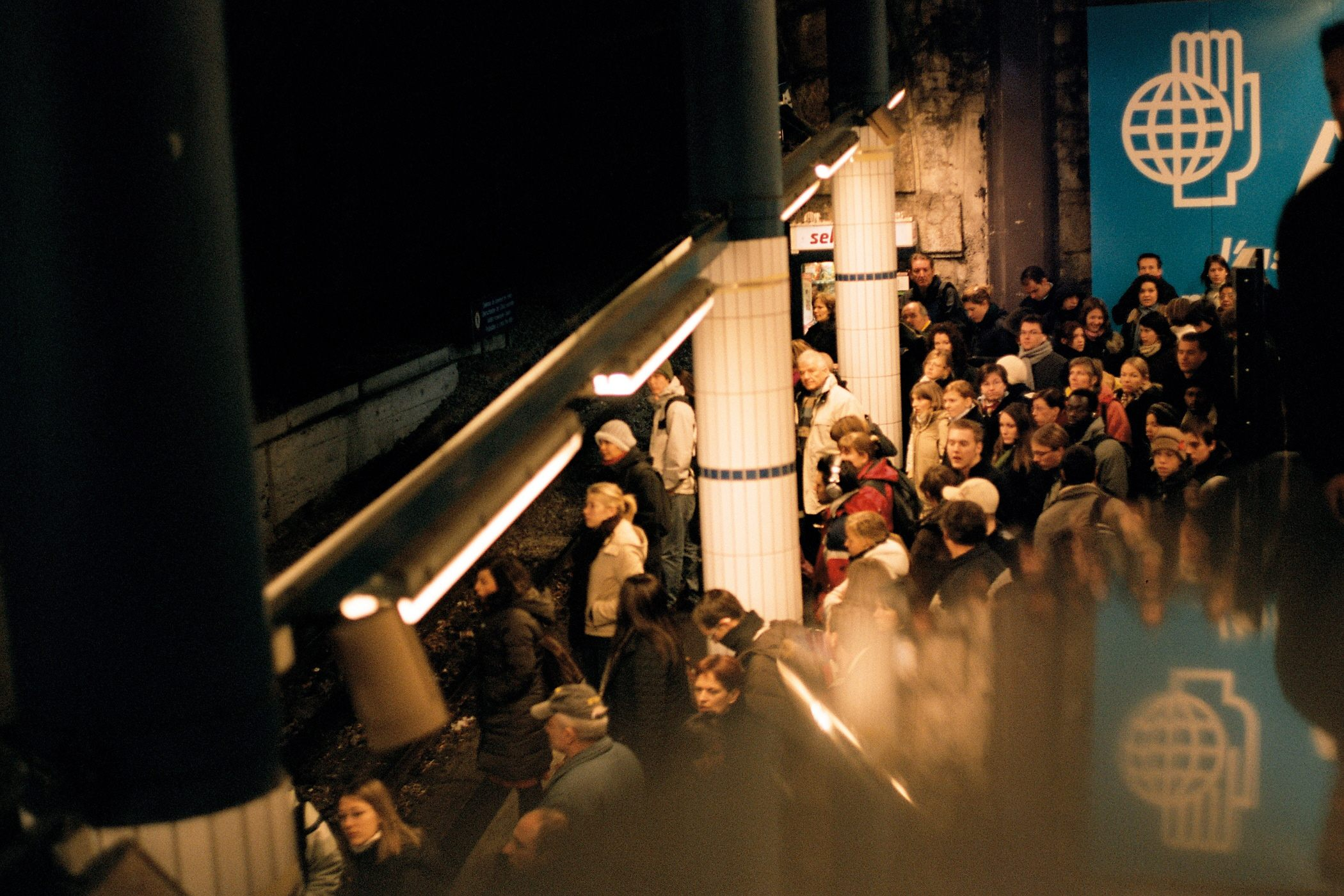
Une foule attendant le métro.

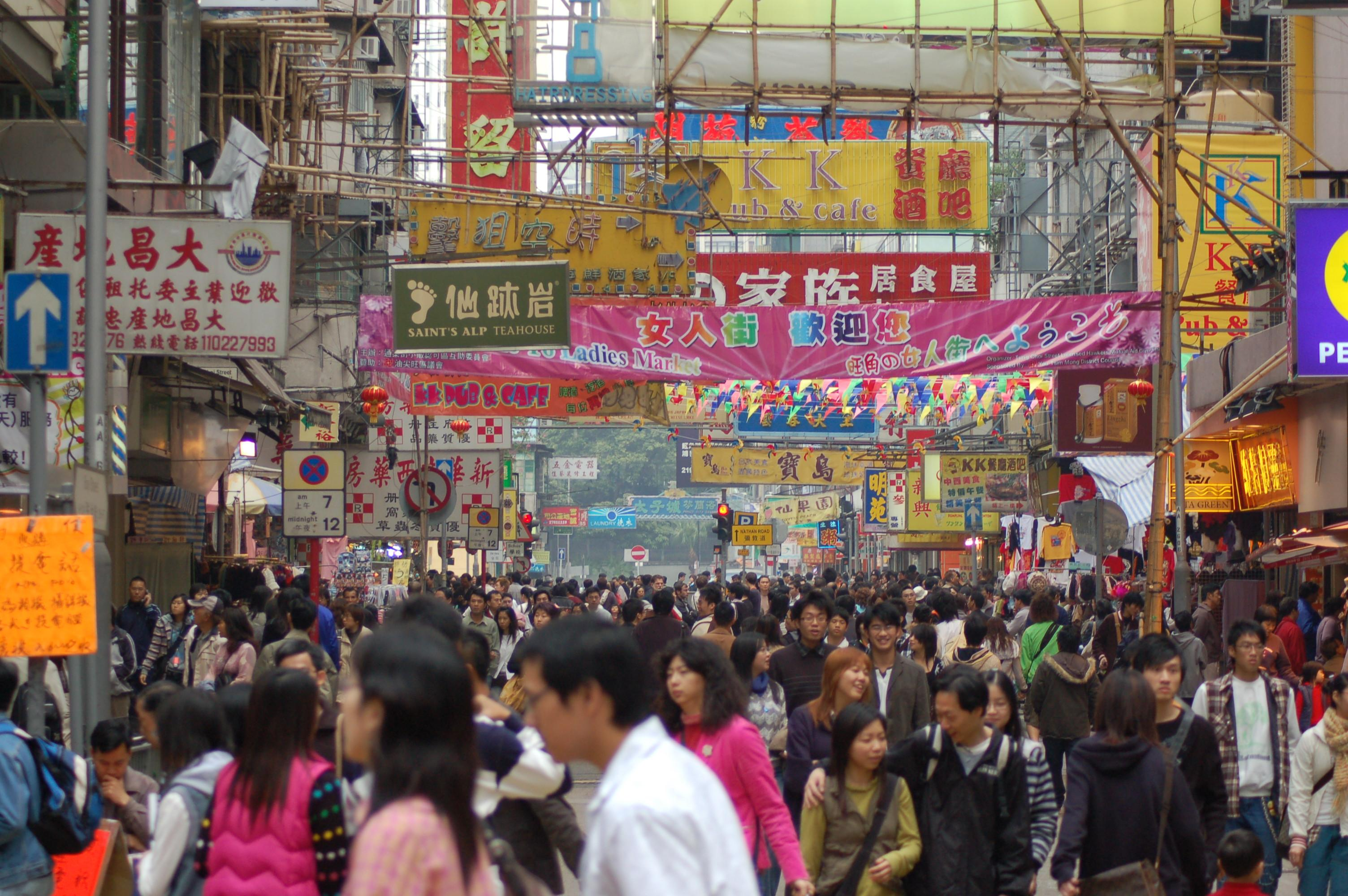
Foule dans une rue de Hong Kong.

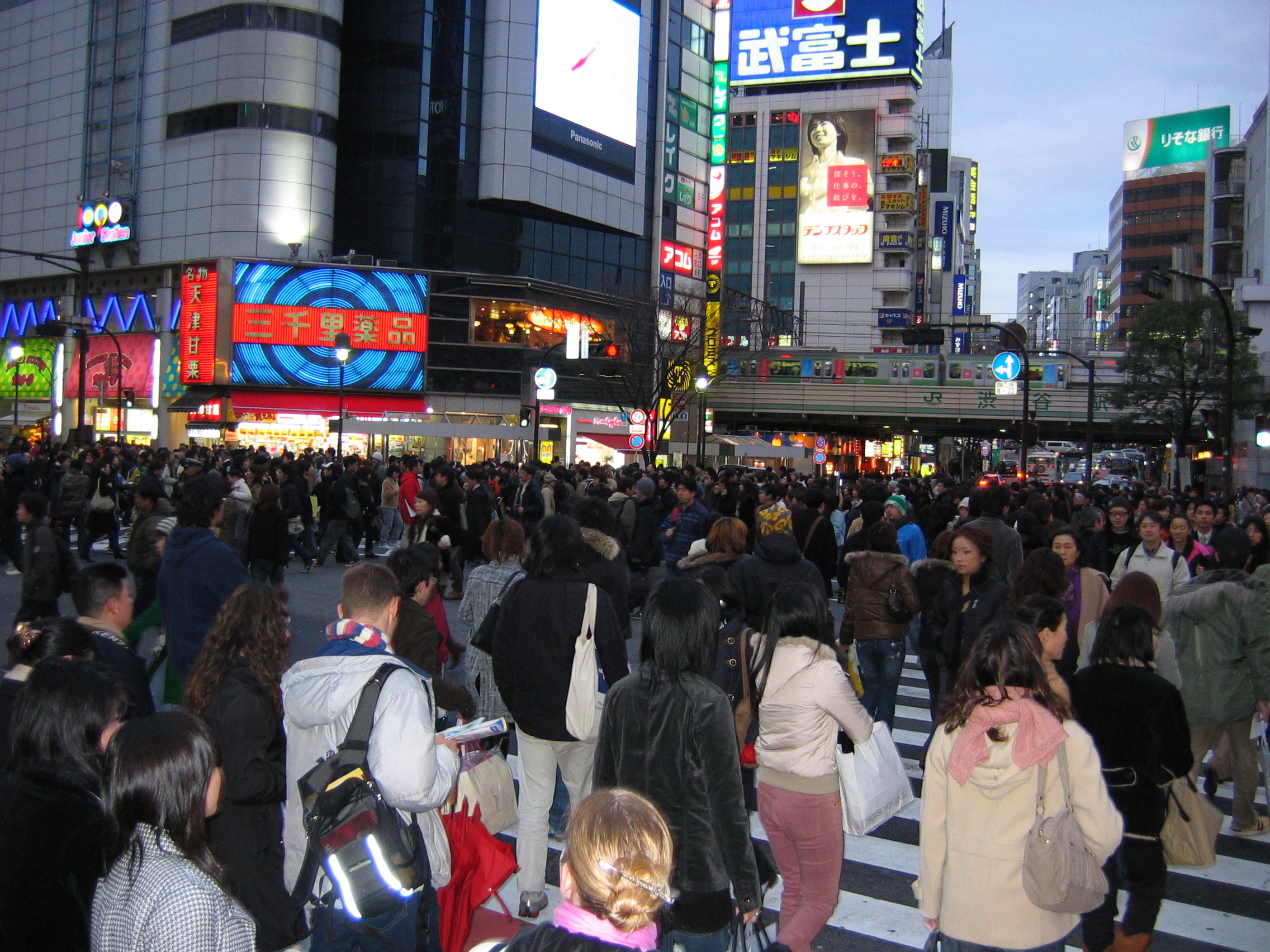
Une foule à un carrefour à Tokyo

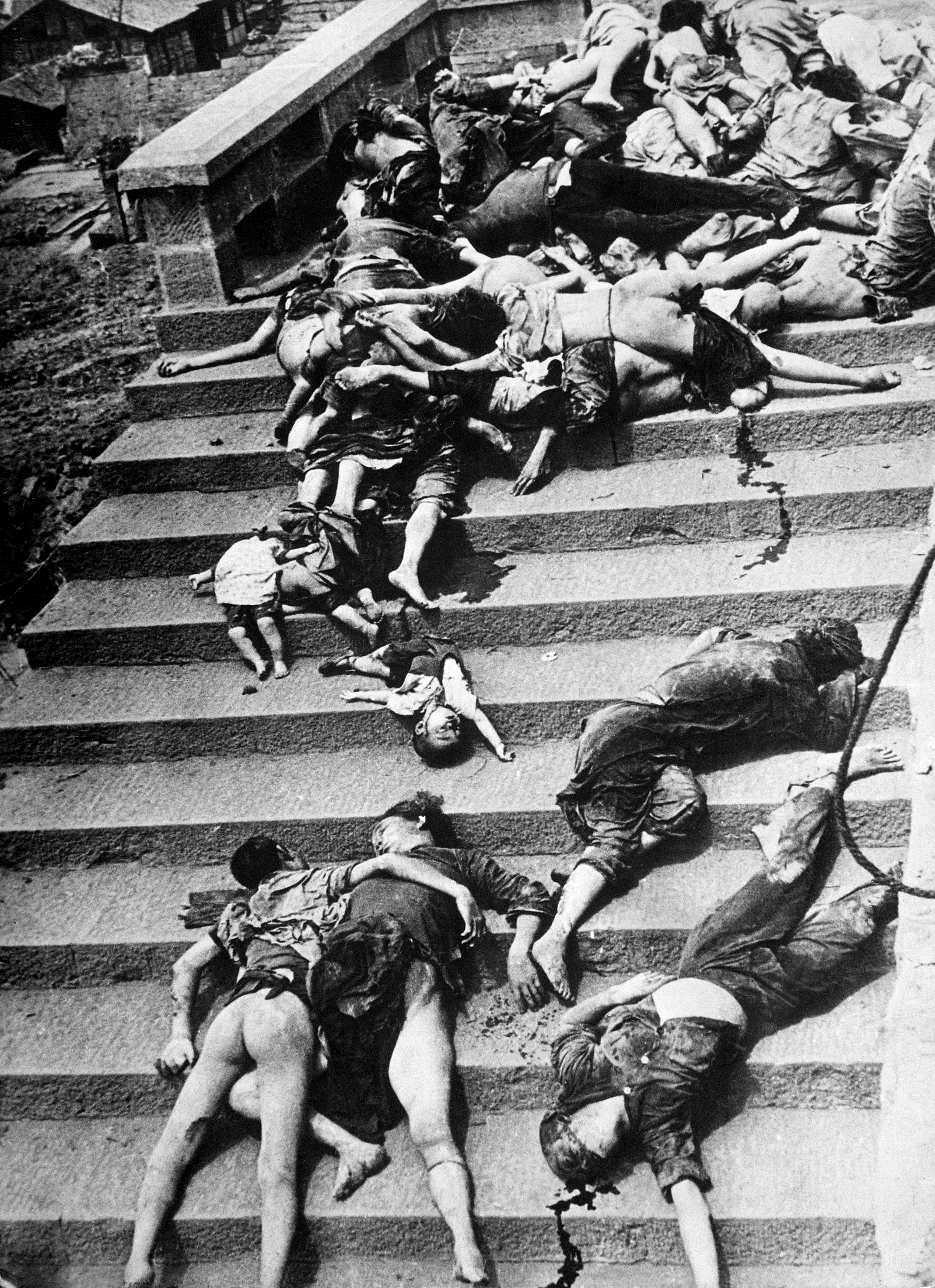
Mortalité due à des mouvements de foule en panique à Chongqing le 5 juin 1941 ; lors d'un bombardement japonais, 4000 personnes furent étouffées ou piétinées alors qu'elles cherchaient à rejoindre les abris.

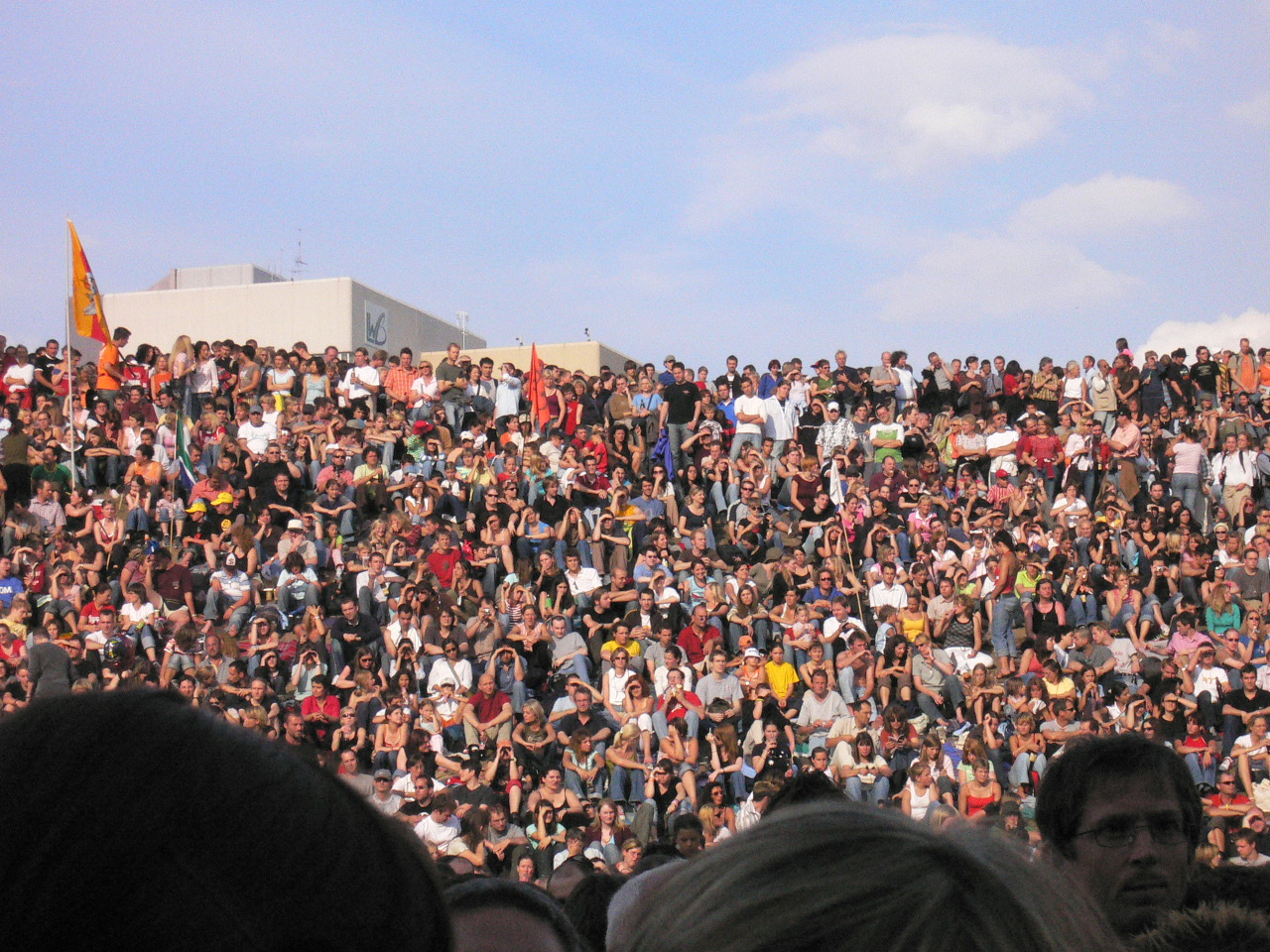
Foule lors de Das Fest à Karlsruhe.

La foule est un rassemblement de personnes dans un même lieu.

## Étymologie et évolution du sens
Provenant du vocabulaire technique et artisanal, le terme de foule « désigne au XIIe siècle l’action de piétiner, issu du latin populaire fullare, « piétiner une étoffe ». Par extension, Jean de Meung définit en 1265 la foule comme la « presse due au grand nombre ». Le terme prend aux XVe et XVIe siècles le sens quantitatif de « multitude » et de « grand nombre » d’individus. Aux XVIIe et XVIIIe siècles, émerge une perception plus qualitative de la foule, associée à la « masse humaine », au « commun » et au « vulgaire », par opposition à l’excellence, l’élite, l’aristocratie. Dans le nouveau contexte politique du XIXe siècle, la foule est communément perçue comme un acteur autonome… En rupture avec cette approche psychologisante, nous considérons les foules comme correspondant, dans la vie politique, religieuse et sociale, à des “rassemblements de personnes en un même lieu” ».

## Attributs
La foule partage avec le groupe l'idée de proximité géographique et de quantité de personnes, mais possède en plus les attributs suivants :
- conscience collective : les pensées et actions de chaque membre d'une foule sont toutes orientées vers le même but ;
- rationalité : le niveau global de rationalité d'une foule est généralement considéré inférieur à celui des agents qui la composent.

Ainsi la foule se distingue d’un groupe, ou d’une masse d’individus, dont aucun objectif commun ne se dégage. Une idée commune veut que les foules aient des comportements bien plus simplistes, voire « stupides », que ceux des agents qui la composent, notamment dans le cas d’agents rationnels. Une description plus rationnelle de ces différences demanderait de s’appuyer sur des études de modèles décrivant les comportements des foules d’une part, et décrivant les comportements des agents rationnels qui la composent d’autre part, afin de comparer les complexités des modèles respectifs. Toujours est-il qu’il existe des modèles visant à établir des ponts entre ces modèles distincts

## Caractéristiques des éléments
Selon Gustave Le Bon, à partir du moment où il appartient à une foule, un individu pourra adopter les comportements suivants :
- courage : de par son intégration à une masse de personnes ayant les mêmes buts que lui, l'individu peut entreprendre certains actes dont il n'aurait pas eu le courage s'il avait été isolé.
- irresponsabilité : l'appartenance à une foule provoque une dissolution du sentiment de responsabilité de l'individu. Cela provient à la fois de l'anonymat apporté par la foule et du sentiment d'impunité dû au grand nombre. L'unité mentale des foules, son unanimité, s'accompagne de la conscience d'elle-même, entrainant l'idée d'irresponsabilité[6].

En fait, l’interaction entre la foule et un individu est complexe. Une publication de l'Université de Leeds de 2009 a mis en lumière de nombreux comportements observables des foules, apportant la preuve que les foules sont capables de prendre des décisions communes concernant leur direction et leur vitesse de déplacement, même si seulement quelques membres ont l'information nécessaire pour prendre de telles décisions. Le degré d'influence des membres informés sur l'ensemble de la foule dépend de leur position dans le groupe, plus leur proximité avec le cœur de la foule est grande, plus leur influence l'est également.

## Modélisation
Aujourd'hui, une importante communauté scientifique s’intéresse à la modélisation des mouvements de foule. Ces recherches sont pluridisciplinaires par essence et intègrent aussi bien des notions issues des sciences sociales, des sciences cognitives que des concepts de biologie et surtout de physique et d'informatique. L’intérêt de ces travaux de modélisation est double:
- D'une part, un modèle fiable permet de mieux comprendre les mécanismes qui régissent le comportement d'une foule. Une fois le modèle en place, il est possible de décomposer la succession d'événements individuels qui a conduit à l’émergence d'un comportement collectif, et de tester l'effet de différentes variables sur ce comportement.
- D'autre part, le modèle possède un important intérêt appliqué. La simulation numérique d'un modèle fiable permet aux urbanistes, architectes, et organisateurs d'événements de prévoir le comportement d'une foule dans un environnement donné, d'évaluer la qualité du flux piétonnier, d'identifier des zones à risque, et d'anticiper d'éventuelles bousculades.

Les premières pistes de modélisation sont apparues dans les années 1950 avec des ingénieurs et urbanistes : face à l'urbanisation croissante, ils étudient les habitudes de marche des piétons dans les centres-villes. Des physiciens prennent le relais au début des années 1970, tel Leroy Henderson qui proposa en 1971 d’assimiler le mouvement d’une foule à celui d'une rivière et de le modéliser à l’aide de concepts issus de la mécanique des fluides. Ce cadre théorique suscite un certain intérêt chez une large communauté de physiciens et contribue à développer l'essor de modèles de foule basés sur des analogies avec les systèmes physiques. Ce courant de pensée atteint son apogée en 1995, lorsque le physicien Dirk Helbing (en) formule le modèle des forces sociales, qui reste encore aujourd’hui un des plus utilisés dans la littérature scientifique. Ce modèle assimile le comportement d'un piéton dans une foule à celui d’une particule dans un gaz. Malgré son apparente simplicité, cette approche a permis de prédire pour la première fois certains phénomènes d'auto-organisation observés dans les foules de moyenne densité, comme la structuration spontanée du trafic en files dans une rue.
En parallèle, certains travaux issus de la biologie ou de la simulation informatique ont contribué au développement de la modélisation des foules. Par exemple le Boids est un programme informatique de vie artificielle, développé par Craig W. Reynolds en 1986, pour simuler le comportement d'une nuée d'oiseaux en vol. On peut également citer les modèles de banc de poissons de Demetri Terzopoulos en 1994.
La bousculade en 2006 à La Mecque est un moment charnière dans la discipline de l'analyse des foules (en) qui occupe désormais dans le champ scientifique plus d'importance pour pouvoir les contrôler et les gérer (en), notamment pour des raisons de sécurité.
Aujourd'hui, la diffusion des caméras de vidéosurveillance, les techniques de vision par ordinateur et d'apprentissage profond jouent un rôle primordial pour analyser les vidéos. Elles font appel à certains algorithmes qui permettent d'analyser automatiquement la scène au lieu de la superviser manuellement par un agent de sécurité.
Les modèles basées sur des analogies avec les systèmes physiques sont les plus courants, telle l'analogie avec l'agitation d'un liquide, le phénomène collectif de tremblements de foule lors des bousculades (vagues de bousculades ou tremblement de foule qui apparaissent et se propagent dans la foule) étant baptisés turbulence par les physiciens. Toutefois, cette méthode a tendance aujourd'hui à se combiner avec d'autres concepts de sciences cognitives, tel que l'intégration du champ visuel des individus, les sciences comportementales pour la foule à faible densité (à forte densité, le comportement de la foule relève de la physique : analogie avec un gaz en moyenne densité, avec un liquide en plus haute densité).

## Émotions d'une foule
(décembre 2014).
Si vous disposez d'ouvrages ou d'articles de référence ou si vous connaissez des sites web de qualité traitant du thème abordé ici, merci de compléter l'article en donnant les références utiles à sa vérifiabilité et en les liant à la section « Notes et références ».
De par son absence de réflexion, une foule est guidée par les émotions primaires de l'être humain. Cependant, les réactions descendent rarement au niveau de l'instinct. Celui-ci servant à combler des besoins premiers (soif, faim, reproduction), les individus auront plus tendance à constituer des groupes (où l'intérêt de chacun subsiste) que des foules (où l'intérêt individuel est dilué et disparaît)[réf. nécessaire].

## Altruisme
Le psychologue John Drury (en) a remis en cause une idée reçue sur l'individualisme des gens lors de catastrophes. En étudiant de grandes tragédies humaines (catastrophe d'Hillsborough en 1989, attentat du World Trade Center de 1993, attentats de Londres de 2005, séisme de 2010 au Chili), il a observé que les foules se montrent solidaires dans les situations d'urgence. Une étude expérimentale pour mesurer le degré d'individualisme ou d'altruisme met en évidence que les personnes mises dans une situation de devoir répondre rapidement (comme dans les situations d'urgence) se montrent plus altruistes, ce qui suggère que le programme du cerveau émotionnel est codé à l'origine pour que l'homme soit bon avec son prochain.

### Joie
La foule manifeste de manière collective le bonheur de chacun de ses membres. Les mouvements ont tendance à être ordonnés, lents et sans but précis. Ses membres sont volontaires.
Exemples :
- victoires sportives
- jour de fête
- libération

### Peur
Un groupe est confronté à un évènement dangereux et inattendu. Les motivations de plusieurs personnes se retrouvent alors identiques, fuir et se protéger, et ceux-ci forment une foule pris de peur panique. Les mouvements sont alors désordonnés, rapides et à l'opposé de la source du danger et peuvent provoquer des bousculades. Ses membres sont là contre leur gré.
Exemples :
- attentats
- catastrophes naturelles
- présence d'un groupe ennemi plus fort

### Colère
Cette émotion dépend des niveaux de volatilité et d'intensité émotionnelle de la foule : une foule affichant des niveaux plus élevés d'intensité émotionnelle et de volatilité, par exemple lors d'un événement sportif, est plus susceptible de se comporter d'une manière indésirable si le résultat de l'événement n'est pas celui qu'elle escompte.
Stephen Reicher, professeur à l'université de St Andrews, affirme ainsi que « la peur de la violence des personnes extérieures les amène à réagir de manière à contrarier tout le monde, créant les conditions nécessaires pour que les gens qui veulent se battre deviennent plus influents, les gens les écoutent davantage ».
Pour plusieurs raisons propres à chaque individu, le désir de détruire un même objectif crée une foule[pas clair]. Les mouvements sont orientés vers l'objet de la vindicte et sont très ordonnés. Chacun est là de son plein gré.
Exemples :
- présence d'un groupe ennemi plus faible
- défaite sportive
- Manifestation politique

### Mimétisme
Une foule a tendance à réagir non en fonction de ce que chaque individu pense personnellement mais en fonction de la façon dont elle pense que les autres vont réagir.
Il existe un cinquième[pas clair] levier d'action sur une foule :

## Contrôle d'une foule
Une foule ne peut être dirigée ou contrôlée par le discours et la réflexion. Elle réagit à des stimuli simples émotionnels. Mais ces stimuli peuvent très bien avoir pour origine un individu isolé. Même s’il y a une apparence de discours construit et rationnel, un leader utilise en fait l'un des leviers suivants :
- charisme : Étant donné sa personnalité agréable ou ses compétences particulières, les idées et ordres du leader sont naturellement acceptés par la foule.
- autorité : La foule est persuadée (à tort ou à raison) que le leader possède un moyen de sanction/récompense sur elle. Elle va donc avoir une tendance à le suivre même contre son intérêt.
- démagogie : Le leader exprime exactement ce que la foule ressent, montrant qu'il partage ses intérêts avec ceux de la foule. Celle-ci lui fait donc plutôt confiance dans le choix des buts et actions à entreprendre puisqu'elle pense que le leader sert les intérêts de la foule.
- sapience : face aux questions qu'elle se pose et dont elle ne connait pas la réponse, la foule suit avec plaisir un individu qui est ou lui semble initié.

Les motivations de ce leader peuvent être :
- identiques à celles de la foule qu'il contrôle,
- différentes mais compatibles,
- incompatibles avec celles de la foule.

Du rapport entre les motivations de l'individu et de la foule dépend souvent le levier utilisé.

## Les foules non physiques
Les comportements de foule peuvent se retrouver dans des ensembles de personnes sans qu'elles soient physiquement groupées dans le même lieu. Ce peut être le cas des comportements de masse en matière politique, ou de certains comportements boursiers collectifs (voir finance comportementale)[Interprétation personnelle ?].

## Foules artificielles
Sigmund Freud distingue les foules éphémères, rassemblées de façon spontanée, des foules stables, organisées, structurées et intégrées dans la durée, ce que Gabriel Tarde appelle respectivement foules naturelles et foules artificielles.
Gustave Le Bon est d'accord avec Gabriel Tarde pour dire que la foule dite « artificielle » est plus créative que la foule naturelle, qui n'est autre qu'un rassemblement d'individus physiques à un endroit donné et sous le commandement d'un leader. La foule artificielle se distingue de la naturelle du fait qu'elle est organisée et disciplinée mais que ses membres ne sont pas forcément présents entre eux : tel est le cas de l'armée, comme foule « créative ».